# I Know Things Now (Desperate Housewives)
"I Know Things Now" er 21. afsnit i den amerikanske TV-serie, Desperate Housewives. Afsnittet er instrueret af Wendey Stanzler og skrevet af Kevin Etten og Bruce Zimmerman.

## Prolog & Epilog
Hvert afsnit af Desperate Housewives starter med en prolog og afsluttes med en epilog fortalt af Brenda Strong, som spiller Mary Alice Young i TV-serien.

### Prolog
Alle familier har en måde at skjule ting på, andre ikke må se, om det så er et billede, der dækker over en plet på væggen, eller en skabsdør, der skjuler et kaos indeni, eller falske smil, der maskerer år med smerte og hjertesorg.
Alle familier gør sig umage for at skjule grimme sandheder. Men nogen går mere vidt end andre.

### Epilog
Når sandheden er grim, forsøger folk at skjule den, fordi de ved, hvilken skade den vil gøre, hvis den bliver afsløret. Så de skjuler den bag robuste vægge, eller de anbringer den bag lukkede døre, eller de tilslører den med kløgtige maskeringer. Men uanset hvor grim sandheden er, kommer den altid frem. Og en vi holder af ender altid med at blive såret. Og en anden vil fryde sig over deres smerte. Og det er den grimmeste sandhed af dem alle.

## Skuespillere
- Susan Mayer : Teri Hatcher
- Lynette Scavo : Felicity Huffman
- Bree Van De Kamp : Marcia Cross
- Gabrielle Solis : Eva Longoria
- Edie Britt : Nicollette Sheridan
- Betty Applewhite : Alfre Woodard
- Carlos Solis : Ricardo Antonio Chavira
- Paul Young : Mark Moses
- Julie Mayer  : Andrea Bowen
- Tom Scavo : Doug Savant
- Zachary (Zach) Young : Cody Kasch
- Karl Mayer : Richard Burgi
- Mary Alice Young : Brenda Strong
- Mike Delfino : James Denton

### Gæste-skuespillere
- Ed Ferrara : Currie Graham
- Peter McMillan : Lee Tergesen
- Xiao-Mei  : Gwendoline Yeo
- Justin : Ryan Carnes
- Gus : Mike Hagerty
- Oliver Weston : John Mariano

### Øvrige Medvirkende
- Sam Killian : Jim O'Heir
- Nurse : Angela Hughes